# Jean François Régis

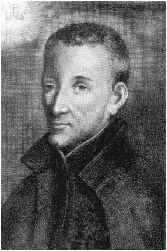
Der Heilige Saint Régis

Jean François Régis, deutsch Johannes Franz Régis SJ (* 31. Januar 1597 in Fontcouverte, Languedoc, Frankreich; † 31. Dezember 1640 in Lalouvesc, Dauphiné, Frankreich) war ein französischer Jesuit, Missionar und Prediger, der in der Katholischen Kirche als Heiliger verehrt wird.

## Leben
Régis besuchte ein Jesuitenkolleg und trat am 8. Dezember 1616 in das Noviziat der Jesuiten ein. Mit 31 Jahren wurde er zum Priester geweiht. Er wirkte in der Languedoc und den benachbarten Provinzen. Er widmete einen großen Teil seiner Lebenszeit der Predigt unter Armen in von Hugenotten kontrollierten Gegenden Frankreichs. Sein Predigtstil soll einfach und direkt gewesen sein und fand bei der ungebildeten Landbevölkerung großen Anklang. Er richtete eine Art von Frauenhäusern für Prostituierte ein und ermöglichte ihnen eine alternative Form des Einkommens, zum Beispiel als Klöpplerinnen, weshalb er auch als Patron der Spitzenklöpplerinnen gilt. Diese Seelsorge trug ihm viele Verleumdungen und Hass ein. Jean Régis arbeitete unter anderem auch mit Opfern der Pest in Toulouse.
Régis gründete Bruderschaften des Heiligsten Sakraments, die für karitative Zweck Geld und Nahrungsmittel von den Reichen sammelten. Er starb am 30. Dezember 1640 in dem kleinen Dorf Lalouvesc (heute im Département Ardèche) an einer Lungenentzündung. Er wurde am 16. Juni 1737 durch Papst Clemens XII. zusammen mit Vinzenz von Paul, Katharina von Genua und Juliana von Falconieri heiliggesprochen. Sein katholischer Gedenktag ist der 31. Dezember.